# Ібра
Ібра — місто в північній частині провінції Еш-Шаркійя Султанату Оман, центр однойменного вілайєту. Розташоване за 140 км на південний схід від столиці Маскату. Населення 29060 чоловік (за оцінкою 2008 року).

## Історія
Ібра є одним з найстаріших міст в Омані і колись був центром торгівлі, релігії, освіти і мистецтва. Місто придбало своє значення як важливий перехрестя шляхів в мухафазі Шаркійя. Ібра стало більш сучасним містом з 1970 року, під час правління султана Кабуса. Місто було з'єднане з Маскатом за допомогою двосмугового шосе, що призвело до збільшення туризму. Була побудована велика лікарня. Місто Ібра надає три варіанти вищої освіти: технологічний коледж Ібри, Інститут медичного догляду Ібри і, з осені 2010 р — Університет Еш-Шаркійї [Архівовано 4 квітня 2022 у Wayback Machine.].

## Етимологія
Історики досі сперечаються про походження назви міста. Деякі припускають, що воно походить від арабського дієслова (араб. ابراء للذنب), що означає очищення провини.